# Élisabeth Lévy
Pour les articles homonymes, voir Lévy.
Élisabeth Lévy, née le 16 février 1964 à Marseille, est une journaliste, polémiste et essayiste française, rédactrice en chef puis directrice de la rédaction du magazine Causeur. Elle est l'une des figures médiatiques réactionnaires française,,.

## Biographie

### Jeunesse et formation
Elle est issue d'une famille de Juifs séfarades d'origine algérienne installés au Maroc, puis venus en métropole. Elle naît le 16 février 1964 à Marseille, puis passe son enfance à Épinay-sur-Seine, où son père Judas Léon Paul (1935-2023) est médecin généraliste et sa mère Josette pharmacienne. Elle a une sœur ainée et un frère cadet.
Elle fait ses études supérieures à l’Institut d’études politiques de Paris (diplômée de la promotion 1985, voie Service public) ; elle se présente sans succès au concours d’entrée à l'École nationale d’administration.
Elle vote pour François Mitterrand à l'élection présidentielle de 1988.
En 1989, elle est candidate aux élections européennes, à la 72e place sur la liste « Initiative pour une démocratie européenne », menée par Franck Biancheri et sur laquelle figure Nathalie Loiseau en 49e place. Cette liste recueille 0,17 % des suffrages au niveau national, se classant dernière. Plus tard, Élisabeth Lévy présentera cet engagement comme une erreur de jeunesse.

### Années 1990
Elle débute comme journaliste à l’agence France-Presse (AFP). Ensuite, elle travaille de 1994 à 1996 pour un journal de Lausanne, Le Nouveau Quotidien, et effectue des « piges » pour différents journaux, notamment Jeune Afrique,. Sympathisante socialiste, elle fait un passage à Globe, journal dirigé par Bernard-Henri Lévy, que Le Monde qualifie de « temple de l'antiracisme et du mitterrandisme militants », et s'engage politiquement aux côtés de Jean-Pierre Chevènement. Bien qu'elle conserve toujours pour lui « respect et affection », elle abandonne rapidement cette allégeance « parce que la prétention de la gauche à détenir le monopole de la morale [lui] semble d'autant plus insupportable qu'elle est tous les jours démentie par les faits ». Elle affirme : « Aujourd'hui, ma seule identité politique, c'est d'être pas-de-gauche ».
Philippe Cohen lui permet de rejoindre la rédaction de L’Événement du jeudi, qu’elle accompagne lors de la création de Marianne.
En 1998, elle cofonde la fondation Marc-Bloch avec, notamment, le même Philippe Cohen. La fondation est rebaptisée en 1999 fondation du 2-Mars après une action en justice d'Étienne Bloch, le fils de Marc Bloch,. Ce groupe de réflexion souverainiste et eurosceptique, qui vise à concurrencer la fondation Saint-Simon, appelle à « dépasser le clivage droite-gauche ». Elle en devient en 2001 secrétaire générale, puis présidente. Licenciée de Marianne par Jean-François Kahn en 1998, elle continue à écrire des articles pour ce magazine, ainsi que pour Le Figaro et Le Figaro Magazine.

### Depuis 2000
Elle écrit pour la revue Le Débat un article intitulé « Kosovo, l’insoutenable légèreté de l’information » qui est publié dans le numéro de mars-avril 2000. Élisabeth Lévy y conteste le nombre de morts causés par les Serbes au Kosovo et dénonce l’attitude des journalistes français, qu’elle accuse d’avoir pour beaucoup systématiquement pris parti contre les Serbes dans leurs articles. Cette publication déclenchera une polémique dans le monde journalistique.
En 2002, elle publie un essai très remarqué, couronné du prix Jean-Edern Hallier, Les Maîtres-censeurs (Lattès). Elle écrit alors des articles pour Marianne, Le Figaro Magazine et Le Point. Elle devient en outre chroniqueuse de l'émission Culture et Dépendances de Franz-Olivier Giesbert.
À la radio, elle intervient sur RTL dans l’émission On refait le monde, où elle est réintégrée par Nicolas Poincaré après en avoir été exclue par Pascale Clark le 30 novembre 2004 en raison de vifs échanges autour de propos de Clark concernant Hervé Gaymard,.
Élisabeth Lévy a été un temps chroniqueuse dans l’émission de radio de Laurent Ruquier On va s’gêner, sur Europe 1, entre 2005 et 2007.
Sur France Culture, elle est productrice d'une émission de critique des médias, Le Premier pouvoir, jusqu'à l'arrêt de l'émission en 2006.
En septembre 2007, elle rejoint l’équipe du site Arrêt sur images.
En novembre 2007, elle cofonde le site Causeur.fr, dont elle devient directrice. En 2008, Causeur devient un mensuel papier, puis est distribué chez les marchands de journaux à partir du 4 avril 2013. Le huitième numéro de la revue papier, sorti en kiosques en décembre 2013, est vendu à 10 000 exemplaires. Selon Le Monde, à la tête de ce magazine, elle « pourfend le politiquement correct. Et ne craint pas de rire avec les extrêmes ». Le Monde estime que Causeur est une revue « volontiers réactionnaire et ouverte aux infréquentables jusque dans son capital ».
En outre, elle anime certaines rencontres publiques avec des écrivains à la librairie Kléber de Strasbourg.
Depuis 2006, Élisabeth Lévy participe aux Rencontres de Cannes où elle anime des tables rondes.
À partir de 2008, elle intervient dans l’émission de Jean-Marc Morandini sur Europe 1 dans la séquence « débat » et à la télévision dans On refait le monde, Semaine critique ! et Ce soir (ou jamais !).
À partir de septembre 2012, elle participe à un débat hebdomadaire diffusée sur Yahoo! Actualités, Le débat Yahoo!.
Depuis 2012, elle participe en tant que débattrice à l'émission Hondelatte Dimanche, tous les dimanches sur la chaîne numéro 23.
Depuis 2013 au moins, elle anime sur Radio RCJ une émission hebdomadaire, L’esprit de l’escalier, où elle commente l'actualité de la semaine avec Alain Finkielkraut,,.
À partir de 2017, elle est invitée régulièrement sur CNews dans L'Heure des pros animé par Pascal Praud,.

## Prise de position et controverses

### Contestation du nombre de morts causés par les Serbes au Kosovo
Elle conteste le nombre de morts causés par les Serbes au Kosovo durant le conflit homonyme et provoque une polémique.

### Affinité avec l’extrême droite
Selon l'historienne Laurence De Cock, la réussite médiatique d'Élisabeth Lévy repose sur une « façon de dire le pire, puis d'invoquer ensuite la liberté d'expression ». En 2002, lors du succès de Jean-Marie Le Pen au premier tour de l'élection présidentielle, de très importantes mobilisations ont lieu contre le Front national, qui, selon Laurence De Cock, « insupportent » Élisabeth Lévy. Celle-ci rédige alors un article paru dans Le Figaro : « L’antifascisme ne passera pas », et s'abstient lors du second tour. D'après Le Monde, le titre de l'article d'Élisabeth Lévy publié dans Le Figaro est une « formule », « aussi ironique qu'ambiguë ».

### Mohammed al-Durah
Selon Mediapart, Élisabeth Lévy fait partie des « tenants de la manipulation » dans l'affaire Mohammed al-Durah. En 2008, Jamal al-Durah, le père de Mohammed al-Durah, dépose une plainte en diffamation contre Élisabeth Lévy et Gil Mihaely, autre partisan de la thèse de la manipulation[réf. nécessaire].

### Déni du réchauffement climatique
En mai 2019, elle affirme contre le consensus scientifique, dans l’émission L'Heure des pros sur CNews, que si la réalité du réchauffement climatique fait consensus, ce n'est pas le cas en ce qui concerne les causes et l'évolution de ce réchauffement,. Elle soutient que les climatosceptiques, même s'ils sont minoritaires, doivent avoir droit à la parole. Répondant aux invectives de Claire Nouvian, militante écologiste s'emportant face à son relativisme et celui de Pascal Praud, Élisabeth Lévy la dépeint comme « une croyante qui ne supporte pas d’entendre une contradiction » en plus d'être une « folle » et « dingue », car « le mot sceptique en science n’est pas une insulte, au contraire c’est une vertu »,,. Elle ajoute que l'écologisme « religieux » va « détruire des millions d'emplois » et prônerait la « guerre civile ». Le Conseil supérieur de l'audiovisuel (CSA) reçoit des centaines de plaintes,.

### Une de magazine jugée raciste
En septembre 2021, Élisabeth Lévy publie en Une du magazine Causeur une photo de cinq bébés noirs ou d'apparence métisse avec pour légende « Souriez, vous êtes grand-remplacés », une référence à la théorie du grand remplacement, souvent qualifiée de « complotiste, raciste et xénophobe ». Cette Une suscite une vague d'indignation, avec notamment les réprobations du MRAP, de Benjamin Lucas pour Génération.s, de Thomas Portes alors porte-parole de Sandrine Rousseau, du sénateur socialiste Rachid Temal, et de Christophe Castaner.
Élisabeth Moreno, ministre chargée de l'Égalité entre les femmes et les hommes, de la diversité et de l'égalité des chances, affirme qu'il s'agit d'un « racisme décomplexé » et annonce le 17 septembre que la DILCRAH a fait un signalement auprès du procureur de la République à Paris.
Dans ce magazine, Élisabeth Lévy soutient qu'il existe bel et bien un « grand remplacement », une thèse non validée par les chiffres selon Arrêt sur images, et appelle à stopper ou à réduire au maximum l'immigration. Invitée le 17 septembre sur le plateau de Cyril Hanouna, elle fait face à ses chroniqueurs, qui tous réprouvent la couverture du magazine et l'accusent d'un racisme qui ne dirait pas son nom. Élisabeth Lévy répond qu'elle ne se préoccupe pas de la couleur de peau, mais se positionne contre le Multiculturalisme. Elle appelle à « remettre en route la machine assimilationniste ». Pour Arrêt sur images, le fait qu'Élisabeth Lévy parle d'une « substitution démographique » dans la population française et de « l'émergence d'un deuxième peuple (voire de plusieurs autres peuples) » revient à désigner une partie de la population comme n'étant pas vraiment française.

## Publications
- Malek Boutih (coauteur), La France aux Français ? Chiche ! : un entretien mené par Élisabeth Lévy / Malek Boutih, Paris, Fondation du 2-Mars et Éditions Mille et une nuits, coll. « Essai », 2001, 97 p. (ISBN 2-84205-564-0)
- Les maîtres censeurs : pour en finir avec la pensée unique, Paris, Jean-Claude Lattès, 2002 (ISBN 2-253-15282-X), réédition Le Livre de Poche, 2002, 448 p. - Prix François-Victor-Noury de l’Institut de France.
- Lucien Israël (auteur) (préf. Alain Besançon), Les dangers de l’euthanasie : entretiens avec Élisabeth Lévy / Lucien Israël, Paris, Éd. des Syrtes, 2002, 153 p. (ISBN 2-84545-051-6)
- Philippe Muray (coauteur), Festivus festivus : conversations avec Élisabeth Lévy / Philippe Muray, Paris, Fayard, 2005, 485 p. (ISBN 2-213-62129-2)
- Alain Finkielkraut (coauteur) et Rony Brauman (coauteur), La discorde : Israël-Palestine, les Juifs, la France : conversations avec Élisabeth Lévy / Rony Brauman, Alain Finkielkraut, Paris, Mille et une nuits, 2006, 375 p. (ISBN 2-84205-812-7)
- Le premier pouvoir : inventaire après liquidation, Paris, Climats, 2007, 164 p. (ISBN 978-2-08-120068-5)
- Philippe Cohen (coauteur), Notre métier a mal tourné : deux journalistes s’énervent, Paris, Mille et une nuits, 2008, 232 p. (ISBN 978-2-7555-0041-7)
- Robert Ménard (coauteur), Les Français sont-ils antisémites ?, Paris, Éditions Mordicus, 2009, 103 p. (ISBN 978-2-918414-16-2)
- La gauche contre le réel, Paris, Fayard, 2012, 319 p. (ISBN 978-2-7555-0041-7)
- Les rien-pensants, éditions du Cerf, 2017